# Hangin' On
Hangin' On è l'ottavo album di Waylon Jennings, pubblicato nel febbraio del 1968 dalla RCA Victor Records e prodotto da Chet Atkins.

## Tracce
Lato A
1. Hangin' On – 2:19 (Ira Allen, Buddy Mize)
2. Julie – 2:24 (Waylon Jennings)
3. The Crowd – 2:36 (Roy Orbison, Joe Melson)
4. Let Me Talk to You – 2:12 (Danny Dill, Don Davis)
5. Woman, Don't You Ever Laugh at Me – 2:22 (Bobby Bare)
6. The Chokin' Kind – 2:27 (Harlan Howard)

Lato B
1. Gentle on My Mind – 3:07 (John Hartford)
2. Right Before My Eyes – 2:02 (Don Bowman, Waylon Jennings)
3. Lock, Stock and Teardrops – 2:49 (Roger Miller)
4. I Fall in Love so Easily – 2:08 (Glenn Martin, Billy Swan)
5. Looking at a Heart That Need a Home – 2:27 (Harlan Howard)
6. How Long Have You Been There – 2:37 (Dee Moeller)

## Musicisti
- Waylon Jennings - voce, chitarra
- Jerry Reed - chitarra
- Fred Carter - chitarra
- Ray Edenton - chitarra ritmica
- Chip Young - chitarra ritmica
- Pete Drake - steel guitar
- Hargus Pig Robbins - pianoforte
- David Briggs - pianoforte
- Larry Butler - pianoforte
- Charlie McCoy - armonica, tromba
- Harold Ragsdale - vibrafono
- Bobby Dyson - basso
- Roy Huskey - basso
- Norbert Putnam - basso
- Buddy Harman - batteria
- Jerry Carrigan - batteria
- Richie Albright - batteria
- Dorothy Dillard - accompagnamento vocale
- Priscilla Hubbard - accompagnamento vocale
- Louis Nunley - accompagnamento vocale
- William Wright - accompagnamento vocale